# Litie

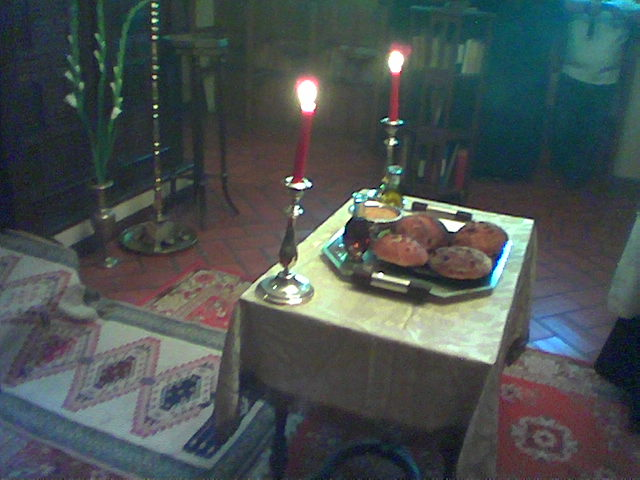
Masă cu pâine sfinţită, făină, vin şi ulei pregătită pentru litie

Litia este o slujbă care se ține la sfârșitul Vecerniei, Utreniei sau chiar la sfârșitul Sfintei Liturghii. Credincioșii aduc cinci pâinici ca semn de cinstire cu ocazia unor aniversării personale sau familiale, dar nu numai, cum ar fi ziua numelui. Cele cinci pâinici sunt o amintire a celor cinci pâini binecuvântate de Iisus Hristos în deșert și cu care au fost hrăniți cinci mii de persoane care îl urmau (Marcu 6). După ce este binecuvântată în timpul acestei slujbe, la sfârșit pâinea este tăiată și împărțită credincioșilor.
De asemenea, litia simbolizează și este punerea în practică a hranei din agapele comunităților creștine foarte timpurii. Pe atunci, după ce credincioșii primeau Trupul și Sângele lui Hristos, ei se adunau la o masă comună. În acest fel, ei trăiau asocierea frățească stabilită între ei de credința comună și de Împărtășirea din același Dumnezeu. În plus, hrana agapelor avea și un scop caritabil prin aceea că furniza hrană pentru cei mai săraci dintre ei.
Semnificația din spatele litiei ortodoxe mai include și faptul că, printre ortodocși, hrana are o valoare foarte mare, nu numai ca hrană de bază, dar și ca simbol suprem al Trupului lui Hristos - prin aceea că pâinea este preschimbată la Liturghie în Trupul lui Hristos. De multe ori, Hristos a fost desemnat ca fiind Pâinea Vieții, dar și ca "Pâinea care vine din rai." De asemenea, Pâinea simbolizează Biserica lui Hristos, care s-a împărțit peste tot locul ca grâul peste munți și care a fost adunată de Hristos într-un singur trup. Astfel, pâinea a primit și o încărcătură mistică prin care ea constituie esența vieții spirituale a creștinului.
Pâinea binecuvântată care constituie litia ortodocșilor răsăriteni a fost considerată încă din vremuri străvechi ca având efect asupra sfințeniei persoanei și ca având puterea de a vindeca infirmitățile și bolile persoanei "dacă este luată cu credință." Termenul grecesc "artoklasia" provine din cuvântul folosit foarte des de Evangheliști la descrierea Cinei cele de Taină la care Hristos "a frânt pâinea" și a dat-o ucenicilor Săi ca fiind Propriul Său Trup. Astfel, "pâinea frântă" este litia ortodocșilor răsăriteni. Prin acest gest, este stabilită o unitate foarte reală între Dumnezeu și Biserica Sa, aproape la fel ca atunci când Domnul înviat s-a ascuns în pâinea frântă din relatarea despre "drumul spre Emmaus" din Evanghelia după Ioan.